# Cal Voltà (Gelida)
Cal Voltà és una masia de Gelida (Alt Penedès) protegida com a Bé Cultural d'Interès Local.

## Descripció
Mas agrícola, situat a les serres d'Ordal. Es disposa de forma paral·lela al pendent donant lloc a una mena d'edificació de volum únic mantenint el model històric del mas, però amb una edificació de planta baixa, pis i golfes a la façana nord i planta entresòl i planta pis a la façana sud.
La façana posterior ha estat molt modificada amb la incorporació d'un porxo. Entre els segles XIV i XVIII es feren diferents modificacions, al segle xix s'amplià.